# Bergen (près Kirn)
Pour les articles homonymes, voir Bergen.
Bergen est une municipalité allemande située dans le land de Rhénanie-Palatinat et l'arrondissement de Birkenfeld.